# Ebeleben
Ebeleben är en stad i Kyffhäuserkreis i förbundslandet Thüringen i Tyskland.
Kommunen ingår i förvaltningsgemenskapen Ebeleben tillsammans med kommunerna Abtsbessingen, Bellstedt, Freienbessingen, Holzsußra och Rockstedt.